# Sarcophaga baruai
Sarcophaga baruai är en tvåvingeart som beskrevs av Sugiyama, Shinonaga och Tadao Kano 1988. Sarcophaga baruai ingår i släktet Sarcophaga och familjen köttflugor.
Artens utbredningsområde är Nepal. Inga underarter finns listade i Catalogue of Life.